# Манебах (Сарбург)
Манебах (њем. Mannebach) општина је у њемачкој савезној држави Рајна-Палатинат. Једно је од 103 општинска средишта округа Трир-Сарбург. Према процјени из 2010. у општини је живјело 371 становника. Посједује регионалну шифру (AGS) 7235082.

## Географски и демографски подаци
Манебах се налази у савезној држави Рајна-Палатинат у округу Трир-Сарбург. Општина се налази на надморској висини од 250 метара. Површина општине износи 6,0 km². У самом мјесту је, према процјени из 2010. године, живјело 371 становника. Просјечна густина становништва износи 62 становника/km².